# Opération Almas
Guerre d'Afghanistan
L'opération Almas ou opération Diamant se déroule pendant la guerre d'Afghanistan.

## Déroulement
Le jeudi 5 avril 2013, l'armée nationale afghane lance une offensive contre les talibans dans la province de Bâdghîs. Selon le général afghan Daud Shah Wafadar, « A notre connaissance, neuf militants talibans armés ont été tués et 16 autres blessés jusqu'à maintenant ». Parmi les tués figurent trois chefs ; le mollah Mansour, Abdul Hakim et Mana. Deux policiers afghans sont également blessés lors de l'affrontement.

## Sources
1. 1 2 3  Xinhua : Afghanistan : neuf militants tués lors d'une opération militaire